# November 16.
November 16. az év 320. (szökőévben 321.) napja a Gergely-naptár szerint. Az évből még 45 nap van hátra.
Névnapok: Ödön + Aglent, Ágnes, Agnéta, Alfréd, Edmond, Edmunda, Gertrúd, Margit, Olinda, Otmár, Örs, Péter, Pető, Trudi

## Események
- 1189 – Trónra lép Leccei Tankréd szicíliai király.
- 1316 – X. Lajos francia király halála után újszülött fia, János lesz a király.
- 1704 – Vak Bottyán csapatai beveszik Érsekújvárt.
- 1712 – II. Rákóczi Ferenc száműzött fejedelem megpróbál Angliába utazni, de a bécsi udvar tiltakozása miatt nem fogadják be.
- 1848 – Sepsiszentgyörgyön, a Háromszék Honvédelmi Bizottmánya ülésén Gábor Áron elmondja híres szavait: „Lészen ágyú”.
- 1869 – Egyiptomban felavatják a Szuezi-csatornát, mely összeköti a Földközi-tengert a Vörös-tengerrel.
- 1904 – John Ambrose Fleming feltalálja a rádiócsövet (elektroncsövet).
- 1907 – Oklahoma az Amerikai Egyesült Államok a 46. állama lesz.
- 1908 – Arturo Toscanini karmesterként bemutatkozik a New York-i Metropolitan-ben.
- 1918 – A magyar Parlamentben feloszlatja magát előbb a képviselőház, majd a főrendiház. A kupolateremben összeül az országos testületté bővült Magyar Nemzeti Tanács, mely határozatában kihirdeti, hogy „Magyarország minden más országtól független és önálló népköztársaság”, ezzel megfosztja trónjától IV. Károly királyt. Az alkotmányozó nemzetgyűlés megalakulásáig az ország vezetésével Károlyi Mihályt és az elnöklete alatt álló népkormányt bízza meg.
- 1919 – Horthy Miklós a Nemzeti Hadsereg élén bevonul Budapestre.
- 1933 – Az USA és a Szovjetunió először veszi fel egymással a diplomáciai kapcsolatot.
- 1936 – A Luftwaffe gépei megkezdik Madrid bombázását.
- 1945 – 88 elfogott német rakétatudós érkezik az Egyesült Államokba, köztük Wernher von Braun.
- 1956 – A Nagy-Budapesti Központi Munkástanács (NBKMT) elnökének választják Rácz Sándort.
- 1958 – Megkezdődik az 1956-os forradalom utáni első országgyűlési választás.
- 1965 – Útjára indítják a Venyera–3 űrszondát a Vénusz felé, hogy leszálljon annak felszínre.
- 1968 – Föld körüli pályára állítják az akkori legnagyobb tömegű, kozmikus sugárzást vizsgáló műholdat a szovjet Proton–4-et Proton hordozórakétával.
- 1971 – Hirohito japán császár – elsőként a japán uralkodók között – sajtókonferenciát tart Tokióban.
- 1971 – Moszkvában aláírják a szovjet-magyar földgázvezeték építéséről szóló egyezményt.
- 1973 – Richard Nixon amerikai elnök aláírja a Transzalaszkai Csővezeték megépítéséről szóló törvényt (Trans-Alaska Pipeline Authorization Act).
- 1979 – Bukarestben üzembe helyezik az első metróvonalat.
- 1988 – Észtország parlamentje az országot szuverén állammá nyilvánítja a Szovjetunión belül, ezzel kezdetét veszi a Szovjetunió felbomlása.
- 1988 – San Marino az Európa Tanács tagja lesz.
- 1989 – Az Európa Tanács ülésén Horn Gyula külügyminiszter átadja Magyarország felvételi kérelmét a szervezetbe.Donald Tusk kinevezése 9-én.

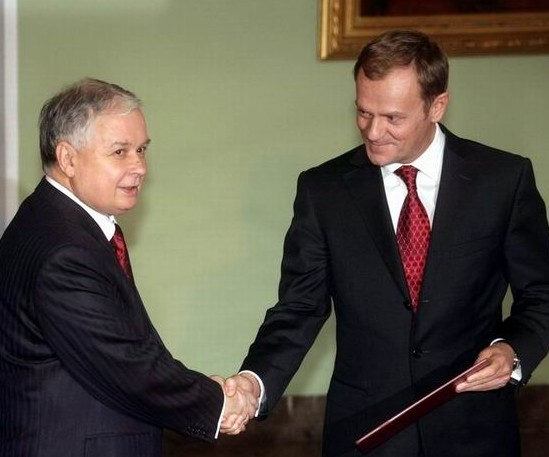
Donald Tusk kinevezése 9-én.

- 1989 – Vágsellyén megalakul a szlovákiai magyarok első politikai pártja, a Független Magyar Kezdeményezés.
- 1996 – Az orosz Marsz–8 űrszonda indítása: a pályára állítás nem sikerül, a szonda a Csendes-óceánba zuhan.
- 1997 – Népszavazást tartanak Magyarországon a NATO-csatlakozásról.
- 2000 – Bill Clinton amerikai elnök az amerikai elnökök között elsőként a kommunista Vietnámba látogat
- 2000 – Az EU-csatlakozási tárgyalások brüsszeli főtárgyalói fordulóján ideiglenesen lezárják Magyarországgal a szociálpolitikával és a foglalkoztatással kapcsolatos joganyagrészt, amelyben Magyarország először kap átmeneti mentességet.
- 2007 – A 4 079 381 dominó ledöntését megkísérlő rendezvény, azaz a Dominó Nap
- 2007 – Jarosław Kaczyńskit Donald Tusk váltja fel a lengyel kormány élén.

## Sportesemények
Labdarúgás
- 2023 – Bulgária–Magyarország, 2024-es Európa-bajnoki selejtező mérkőzés (985. hivatalos mérkőzés), Bulgária, Szófia, Vaszil Levszki Nemzeti Stadion

## Születések
- i. e. 42 – Tiberius római császár († i. sz. 37)
- 1457 – Aragóniai Beatrix I. Mátyás magyar király második felesége († 1508)
- 1717 – Jean le Rond d’Alembert francia matematikus, filozófus, mérnök, enciklopédista († 1783)
- 1747 – Batthyány Nepomuk János, Torontál vármegye főispánja († 1831)
- 1754 – Bartholomaeides László magyar evangélikus lelkész († 1825)
- 1807 – Jónas Hallgrímsson izlandi költő, író († 1845)
- 1811 – Latabár Endre magyar színész, színi igazgató, zeneszerző († 1873)
- 1835 – Eugenio Beltrami olasz matematikus († 1900)
- 1841 – Kossuth Ferenc dualizmus-kori magyar mérnök, politikus, miniszter, Kossuth Lajos fia († 1914)
- 1871 – Nagy Emil magyar politikus, képviselő, igazságügy-miniszter Bethlen István miniszterelnök kormányában († 1956)
- 1873 – W. C. Handy amerikai dzsesszzenész († 1958)
- 1874 – Medgyesi Balázs Árpád hegedűművész, zeneszerző, dalköltő († 1941)
- 1875 – Békessy Béla olimpiai ezüstérmes kardvívó, honvédtiszt († 1916)
- 1889 – Kéthly Anna magyar szociáldemokrata politikus († 1976)
- 1892 – Tazio Nuvolari (Tazio Giorgio Nuvolari) olasz autóversenyző († 1953)
- 1892 – Kuo Mo-zso kínai író, költő, tudós, politikus († 1978)
- 1895 – Paul Hindemith német zeneszerző († 1963)
- 1899 – Chiovini Ferenc Munkácsy Mihály-díjas magyar festő, érdemes művész († 1981)
- 1900 – Nyikolaj Fjodorovics Pogogyin (Sztukalov) szovjet újságíró, drámaíró († 1962)
- 1907 – Burgess Meredith amerikai színész († 1997)
- 1908 – Bácsalmási Péter magyar olimpikon, atléta, kosárlabdázó († 1981)
- 1910 – Szilvássy Margit magyar opera-énekesnő, érdemes művész († 1988)
- 1914 – Diószegi Balázs festőművész († 1999)
- 1922 – José Saramago Irodalmi Nobel-díjas portugál író († 2010)
- 1922 – Kishegyi Árpád Liszt Ferenc-díjas magyar operaénekes († 1978)
- 1923 – Niederhauser Emil magyar történész, akadémikus († 2010)
- 1926 – Szirmai Ottó dramaturg, 1956-os halálraítélt († 1959)
- 1926 – Tándor Lajos Aase-díjas magyar színész († 2012)
- 1927 – Barbara Payton amerikai színésznő († 1967)
- 1929 – Szász József Liszt Ferenc-díjas magyar hegedűművész († 1984)
- 1932 – Torgyán József magyar ügyvéd, politikus, miniszter († 2017)
- 1936 – Skip Barber (John Barber) amerikai autóversenyző
- 1940 – Abádi Nagy Zoltán magyar irodalomtörténész, akadémikus
- 1952 – Gálffi László Kossuth- és Jászai Mari-díjas magyar színész
- 1958 – Roberto Guerrero (Roberto Guerrero Isaza) kolumbiai autóversenyző
- 1958 – Szooronbaj Dzseenbekov kirgiz politikus, államfő
- 1961 – Scherer Péter Jászai Mari-díjas magyar színész
- 1963 – René Steinke német színész
- 1964 – Diana Krall kanadai dzsesszénekes és zongorista
- 1966 – Christian Lorenz német zenész, a Rammstein billentyűse
- 1966 – Turóczi Éva magyar színésznő
- 1967 – Lisa Bonet amerikai színésznő
- 1973 – Christian Horner brit autóversenyző
- 1974 – Paul Scholes angol labdarúgó
- 1975 – Tunyogi Orsi énekesnő
- 1976 – Madarász Isti magyar filmrendező
- 1977 – Oksana Baiul ukrán olimpiai bajnok, világbajnok műkorcsolyázó
- 1978 – Gál Tamás Jászai Mari-díjas magyar színész, rendező, színigazgató
- 1978 – Jankovics Péter magyar színész
- 1980 – Kurkó J. Kristóf magyar színész
- 1990 – Dibusz Dénes magyar labdarúgó (kapus)

## Halálozások
- 1093 – Skóciai Szent Margit (* 1047)
- 1188 – Uszáma ibn Munkidz szíriai emír, költő, író, katona és diplomata, az „Intelmek könyve” szerzője (* 1095)
- 1272 – III. Henrik angol király (* 1207)
- 1672 – John Wilkins angol természettudós, matematikus, püspök (* 1614)
- 1673 – Frangepán Katalin, Zrínyi Péter horvát bán felesége, özvegye (* 1625 körül)
- 1745 – Johann Lukas von Hildebrandt osztrák műépítész (* 1668)
- 1776 – Ajtai Abod Mihály a nagyenyedi főiskola tanára (* 1704)
- 1786 – Hatvani István magyar orvosdoktor, a debreceni Református Kollégium tanára (* 1718)
- 1797 – II. Frigyes Vilmos porosz király (* 1744)
- 1831 – Carl von Clausewitz, porosz katona, hadtörténész, katonai teoretikus (* 1780)
- 1838 – Boskovich János magyar kanonok (* 1765)
- 1858 – Mészáros Lázár honvéd altábornagy, az 1848-49-es szabadságharc hadügyminisztere (* 1796)
- 1861 – Sárosi Gyula magyar költő (* 1816)
- 1867 – Benedek Lajos magyar esperes (* 1799)
- 1876 – Aszódi Sámuel magyar író, újságíró (* 1844)
- 1896 – Szini Károly magyar író, újságíró, néprajzkutató (* 1829)
- 1928 –  Reinhard Scheer, német admirális (* 1863)
- 1945 – Janovics Jenő filmrendező, színigazgató, a magyar filmgyártás úttörője (* 1872)
- 1952 – Szolomija Amvroszijivna Kruselnicka ukrán operaénekes, zenepedagógus (* 1872)
- 1957 – Palotás József olimpiai bronzérmes birkózó (* 1911)
- 1960 – Clark Gable amerikai színész (* 1901)
- 1968 – Angyal Sándor Jászai Mari-díjas magyar színész (* 1925)
- 1972 – Goldoványi Béla olimpiai bronzérmes, Európa-bajnok magyar atléta (* 1925)
- 1973 – Alan Watts angol író, filozófus (* 1915)
- 1974 – Fritz Walther Meißner német fizikus (* 1882)
- 1975 – Kmetty János Kossuth-díjas magyar festőművész, grafikus, kiváló művész (* 1889)
- 1976 – Honffy József magyar színész (* 1909)
- 1982 – Pavel Szergejevics Alekszandrov szovjet-orosz matematikus (* 1896)
- 1985 – Zala Márk magyar színész (* 1949)
- 1987 – Dömötör Tekla magyar néprajztudós (* 1914)
- 1993 – Lucia Popp szlovák opera-énekesnő (* 1939)
- 1997 – Georges Marchais francia politikus, a Francia Kommunista Párt egykori főtitkára. (* 1920)
- 1997 – José Behra (Joseph Edouard Robert Christian Behra) francia autóversenyző (* 1924)
- 1998 – Fráter Gedeon karmester (* 1919)
- 1999 – Daniel Nathans Nobel-díjas amerikai mikrobiológus (* 1928)
- 2005 – Henry Taube Nobel-díjas kanadai születésű amerikai kémikus (* 1915)
- 2006 – Milton Friedman magyar származású amerikai közgazdász, Nobel-díjas (* 1912)
- 2007 – Ördögh Szilveszter József Attila-díjas magyar író (* 1948)
- 2008 – Gyurkovics Tibor Kossuth-díjas magyar költő, író (* 1931)
- 2014 – Rajz Attila válogatott magyar jégkorongozó, balszélső, edző; az Fehérvár AV19 korábbi játékosa (* 1976)
- 2023 – Galambos Erzsi Kossuth-díjas magyar színésznő (* 1931)

## Nemzeti ünnepek, emléknapok, világnapok
→Sablonvita:Ünnepek/11-16:
- a tolerancia nemzetközi napja [1]
- Skóciai Szent Margit,  magyar származású skót királyné emléknapja a katolikus egyházban[2][3]
- Szent Máté apostol napja az ortodox egyházban[4]
- Szent Otmár  svájci bencés szerzetes, a Sankt Gallen-i kolostor első apátjának emléknapja a katolikus egyházban[5]
- A Szovjetuniótól való szuverenitás kinyilvánításának napja Észtországban[6]

- az izlandi nyelv napja, Jónas Hallgrímsson izlandi költő születése évfordulóján[7]